# Campionatul Mondial de Scrimă din 2013

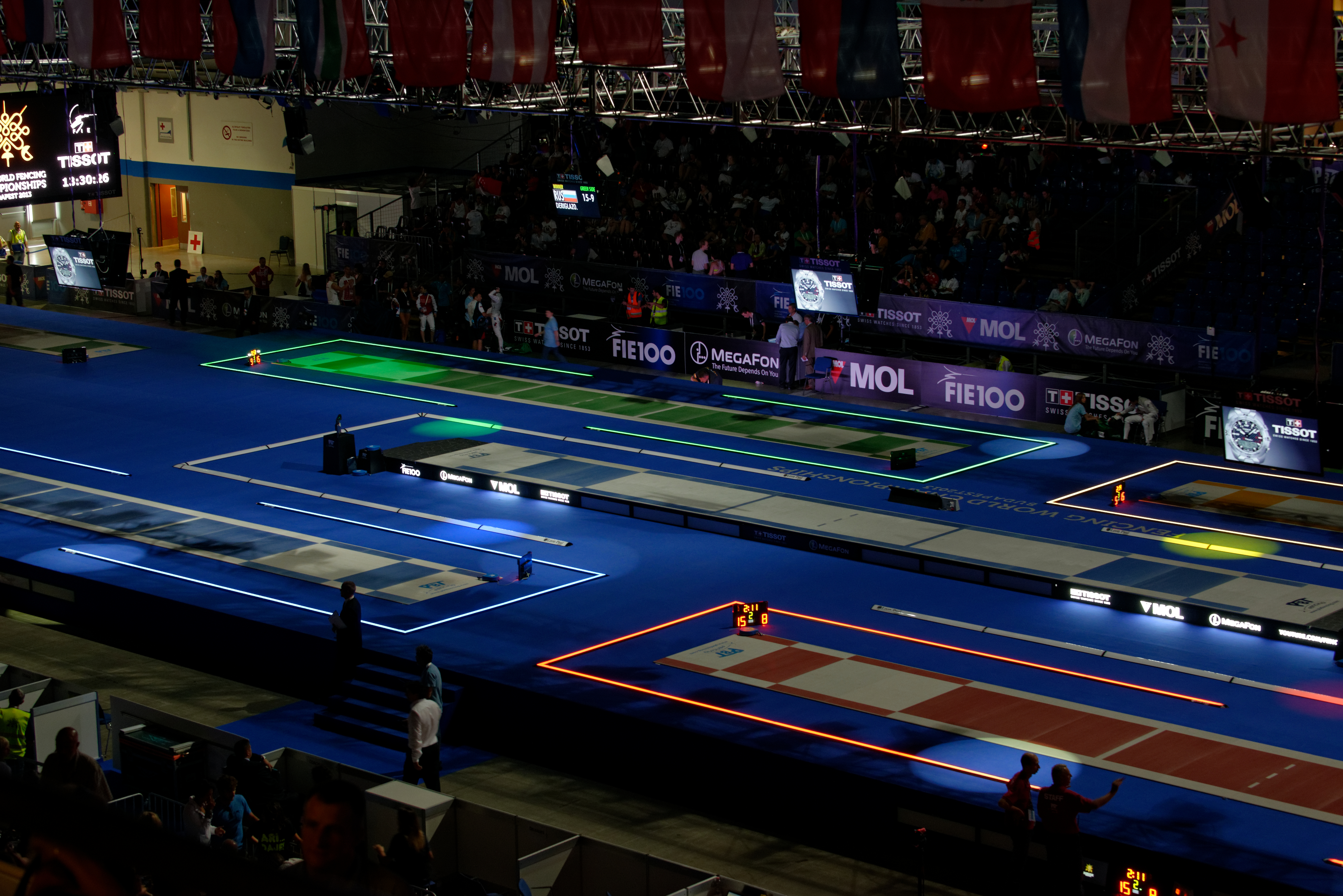
Sala A din Centrul SYMA în timpul Campionatului

Campionatul Mondial de Scrimă din 2013 s-a desfășurat în perioada 5-15 august la Centrul de Sport și Evenimente SYMA din Budapesta în Ungaria.

## Rezultate

### Masculin
| Probă                 | Aur                                                                           | Argint                                                                                           | Bronz                                                               |
| Spadă la individual   | Nikolai Novosjolov (EST)                                                      | Rubén Limardo (VEN)                                                                              | Fabian Kauter (SUI) · Pavel Suhov (RUS)                             |
| Spadă pe echipe       | Ungaria Géza Imre Gábor Boczkó András Rédli Péter Szényi                      | Ucraina Anatolii Herei Dmîtro Kariușenko Vital Medvediev Bohdan Nikișîn                          | Franța Alexandre Blaszyck Daniel Jerent Ulrich Robeiri Iván Trevejo |
| Floretă la individual | Miles Chamley-Watson (SUA)                                                    | Artur Akhmatkhuzin (RUS)                                                                         | Rostîslav Herțîk (UKR) · Valerio Aspromonte (ITA)                   |
| Floretă pe echipe     | Italia Valerio Aspromonte Giorgio Avola Andrea Baldini Andrea Cassarà         | Statele Unite ale Americii Miles Chamley-Watson Race Imboden Alexander Massialas Gerek Meinhardt | Franța Jérémy Cadot Erwann Le Péchoux Enzo Lefort Marcel Marcilloux |
| Sabie la individual   | Veniamin Reșetnikov (RUS)                                                     | Nikolai Kovaliov (RUS)                                                                           | Tiberiu Dolniceanu (ROU) · Áron Szilágyi (HUN)                      |
| Sabie pe echipe       | Rusia Kamil Ibraghimov Nikolai Kovaliov Veniamin Reșetnikov Aleksei Iakimenko | România · Alin Badea · Tiberiu Dolniceanu · Ciprian Gălățanu · Iulian Teodosiu                   | Coreea de Sud Gu Bon-gil Kim Jung-hwan Oh Eun-seok Won Jun-ho       |

### Feminin
| Probă                 | Aur                                                                      | Argint                                                                  | Bronz                                                                                           |
| Spadă la individual   | Julia Beljajeva (EST)                                                    | Anna Sivkova (RUS)                                                      | Emese Szász (HUN) · Britta Heidemann (GER)                                                      |
| Spadă pe echipe       | Rusia Tatiana Andriușina Violetta Kolobova Anna Sivkova Iana Zvereva     | China Hou Yingming Luo Xiaojuan Sun Yiwen Xu Anqi                       | România · Ana Maria Brânză · Simona Pop · Raluca Sbîrcia · Maria Udrea                          |
| Floretă la individual | Arianna Errigo (ITA)                                                     | Carolin Golubytskyi (GER)                                               | Elisa Di Francisca (ITA) · Inna Deriglazova (RUS)                                               |
| Floretă pe echipe     | Italia Elisa Di Francisca Carolina Erba Arianna Errigo Valentina Vezzali | Franța Anita Blaze Astrid Guyart Corinne Maîtrejean Ysaora Thibus       | Rusia Iulia Biriukova Inna Deriglazova Larisa Korobeinikova Diana Iakovleva                     |
| Sabie la individual   | Olha Harlan (UKR)                                                        | Ekaterina Diacenko (RUS)                                                | Kim Ji-yeon (KOR) · Irene Vecchi (ITA)                                                          |
| Sabie pe echipe       | Ucraina Olha Harlan Alina Komașciuk Halîna Pundîk Olena Voronina         | Rusia Ekaterina Diacenko Iana Egorian Dina Galiakbarova Iulia Gavrilova | Statele Unite ale Americii Ibtihaj Muhammad Anne-Elizabeth Stone Dagmara Wozniak Mariel Zagunis |

## Clasament pe medalii

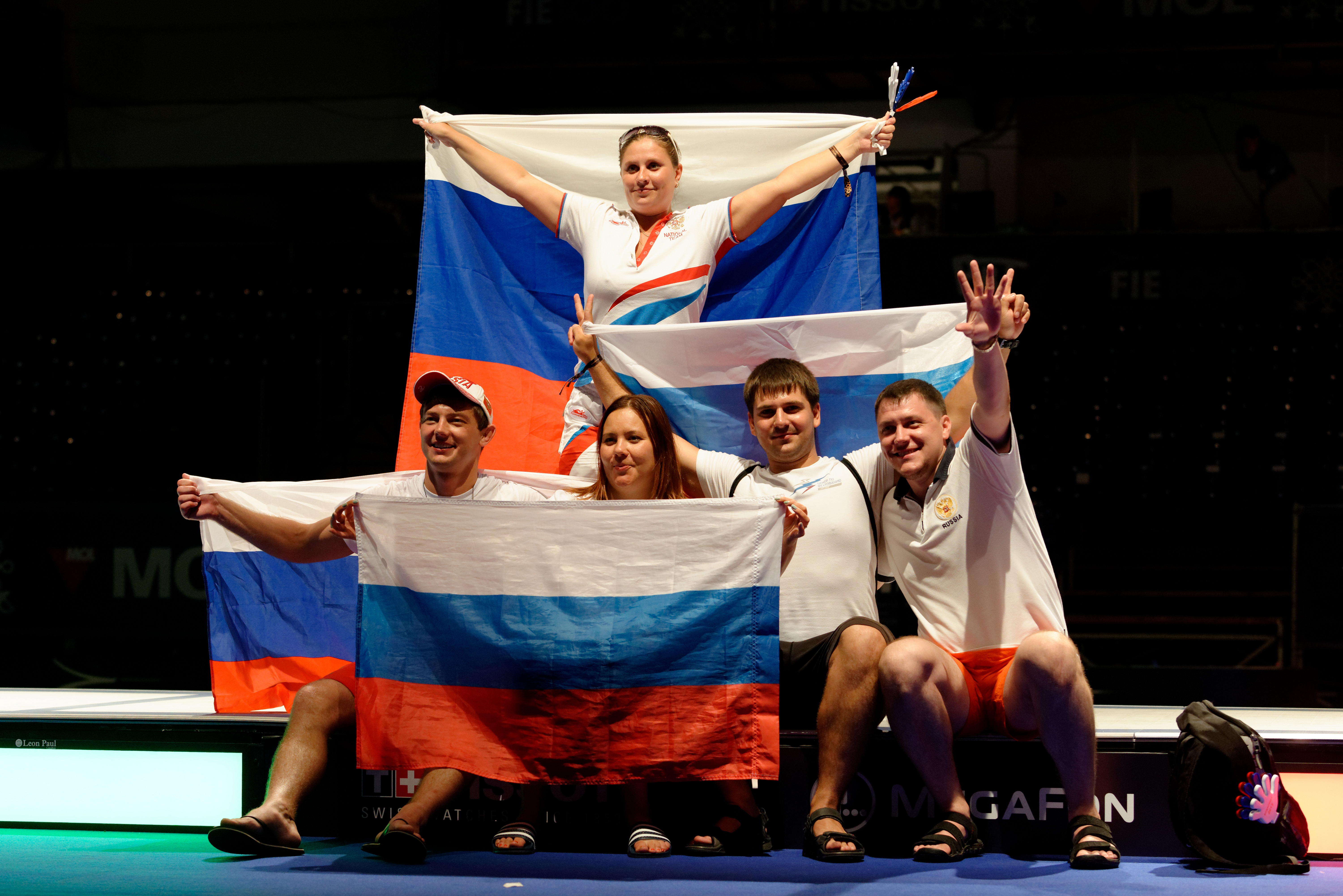
Suporteri ai Rusiei, cea mai medaliată țară la Campionatul

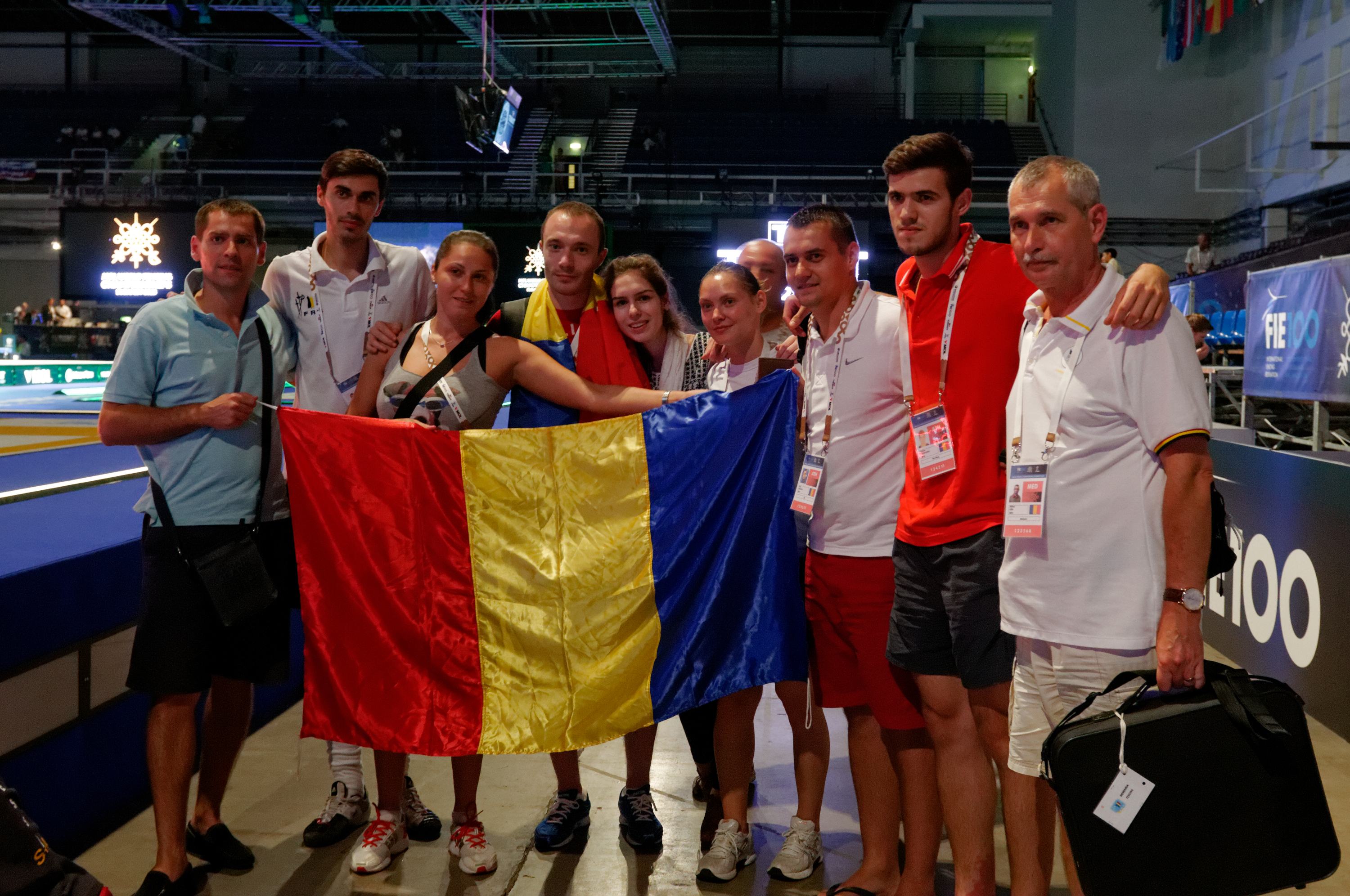
O parte din delegația României pozează cu steagul

Legendă
  *   Țara gazdă
  *   România
| Loc   | Țară                       | Aur | Argint | Bronz | Total |
| ----- | -------------------------- | --- | ------ | ----- | ----- |
| 1     | Rusia                      | 3   | 5      | 3     | 11    |
| 2     | Italia                     | 3   | 0      | 3     | 6     |
| 3     | Ucraina                    | 2   | 1      | 1     | 4     |
| 4     | Estonia                    | 2   | 0      | 0     | 2     |
| 5     | Statele Unite ale Americii | 1   | 1      | 1     | 3     |
| 6     | Ungaria                    | 1   | 0      | 2     | 3     |
| 7     | Franța                     | 0   | 1      | 2     | 3     |
| 7     | România                    | 0   | 1      | 2     | 3     |
| 9     | Germania                   | 0   | 1      | 1     | 2     |
| 10    | China                      | 0   | 1      | 0     | 1     |
| 10    | Venezuela                  | 0   | 1      | 0     | 1     |
| 12    | Coreea de Sud              | 0   | 0      | 2     | 2     |
| 13    | Elveția                    | 0   | 0      | 1     | 1     |
| Total | Total                      | 12  | 12     | 18    | 42    |

## Legături externe
- Materiale media legate de Campionatul Mondial de Scrimă din 2013 la Wikimedia Commons